# Томска писаница
Томска писаница е музей на открито, намиращ се в Яшкински район, Кемеровска област, Русия, на десния висок и скалист бряг на река Том, между градовете Юрга и Кемерово.
Музеят функционира от 1988 година и е създаден около петроглиф със запазени 280 скални изображения, издълбани върху плоски отвесни скали над реката. Рисунките изобразяват лосове, мечки, елени, птици, лодки, антропоморфни и зооморфни същества, слънце, маски. Датират се между 4 хилядолетие пр.н.е. (неолит) до 1 хилядолетие пр.н.е. (бронзова епоха). Изображенията са уникални шедьоври на първобитното изкуство в Сибир.
По десния скалист бряг на реката, на протежение около 50 km, са открити общо 8 подобни петроглифа със сходни рисунки и датировка
. Те са доказателство, че в тези древни времена Западен Сибир е бил населен с хора с висока за времето си култура. Местата около петроглифите са служили като светилища.

## Откриване и изследване
По мнение на археолога И. В. Ковтун, „Томска писаница“ е известна от 1630 г. и това е първият петроглифен комплекс, открит в Северна Евразия. За руската и европейската наука е описан от немския изследовател на Сибир Даниел Готлиб Месершмит по време на пътуването му по течението на река Том през лятото на 1721 г. По-късно скалните изображения привличат вниманието на много други учени и пътешественици като Филип фон Сталенберг, Герхард Мюлер, Григорий Спаски, а през XX век – и на известния археолог, етнограф и изследовател на древните култури в Сибир Алексей Окладников.

## Експозиции
- Древно светилище „Томска писаница“ с около 280 скални изображения от IV до I хилядолетие пр.н.е. Основната група рисунки датират от Каменно-медната епоха. Изобразени са лос, мечка, вълк, лисица, птици, хора (често с маски на животни). Издълбани са и слънца, фантастични животни, но и лодки. Последното предизвиква особен интерес, защото много древни народи свързват лодката с последното пътуване към отвъдния свят. Светилището е разположено на хоризонтални каменни платформи над реката и под вертикалните, изписани с рисунки стени. Основната му насоченост е към темата за плодородие и продължение на рода.
- Археодром – реконструкция на археологически жилища и на археологически погребения от неолита до Средновековието. Представени са макети в естествена големина на жилища на коренните народи от Сибир. Представени са древни технологии и умения: запалване на огън, топене на метал, обработка на кости, грънчарство, тъкачество, мятане на копие, стрелба с лък и др.
- Митология и епос на сибирските народи – реконструкция на култови камъни и фигури, свещени олтари, жертвеници и митологични образи, свещено дърво, коневръз и други сакрални предмети, свързани с вярванията и митологията на сибирските народи (скити, тюрки, окуневска култура, народа манси и др.
- Музей на скалното изкуство в Азия – открит през 1998 г. Изложени са оригинали или копия на петроглифи (скални изображения) от различни райони на Азия (Сибир, Далечния Изток, Киргизия, Казахстан, Узбекистан, Северна Европа, Пакистан, Монголия и др. Показани са експонати от неолита, бронзовата епоха, желязната епоха, и средновековието, както и експонати от XVIII – XIX век. Към днешно време това е най-голямата колекция на образци на скалното изкуство в Русия.
- Славянска митологична гора – реконструкции на славянски божества от дохристиянски времена. Включва славянско езическо капище и копия на основните славянски богове Перун, Велес, Ярило, Даждбог, Лада, Световит, както и идола от Збруч с четири лица.
- Време и календари – представени са календарните системи от различни времена и на различни народи. Разположени са на фона на стената на времето, изобразяваща основните събития от историята на човечеството.
- Експозиция „Сибирско село“ – архитектурно-етнографски възстановки на селски жилища от различни райони на Сибир, както на местно коренно население, така и на руски преселници. Експозицията с годините се обогатява и разширява. Като допълнение са представени и макети на сибирски укрепени селища (дървени крепости).
- „Шорски улус“ – Архитектурно-етнографски комплекс на жилищни и стопански постройки на местния народ шорци към края на XIX в. Реконструкции на дом, лятна кухня, хамбар, баня, ковачница, обори, както и на сватбен дом, използван от младоженците по време на сватбата им.
- Монголска юрта – показва бита на монголските номади-скотовъди.
- Музей на естествената история – историческа геология, минералогия, палеонтология от района на Кузбас и поречието на река Том
- Приказната зона е дом на сибирския Дядо Мраз, джуджетата и Снежанка. Любимо място на децата през коледните и новогодишните празници.
- Параклис „Св. св. Кирил и Методий“ – действащ храм с височина 33 m, построен изцяло от дърво и с дървени сглобки, без употреба на стоманени пирони, по традициите на древноруското строително изкуство.